# Jessica Mair
Jessica Mair (Edmonton, 14 de mayo de 1984) es una deportista canadiense que compitió en curling. Ganó una medalla de bronce en el Campeonato Mundial de Curling Femenino de 2012.

## Palmarés internacional
| Campeonato Mundial | Campeonato Mundial  | Campeonato Mundial | Campeonato Mundial |
| Año                | Lugar               | Medalla            | Prueba             |
| ------------------ | ------------------- | ------------------ | ------------------ |
| 2012               | Lethbridge (Canadá) | Medalla de bronce  | Equipo             |